# مبيلع (فرع العدين)

تعديل مصدري - تعديل

مبيلع محلة تابعة لقرية الحجف، التابعة لعزلة العاقبة بمديرية فرع العدين إحدى مديريات محافظة إب في الجمهورية اليمنية، بلغ تعداد سكانها 349 حسب تعداد اليمن لعام 2004.